# Confidentiel (chanson)
Pour les articles homonymes, voir Confidentiel.
Pistes de Non homologué
Je marche seul
Confidentiel est une chanson écrite, composée et interprétée par Jean-Jacques Goldman sur l'album Non homologué en 1985.

## Historique
Dixième et dernier titre sur l'album 33 tours (onzième sur la version disque compact et cassette audio), il s'agit de la chanson la plus courte de l'opus (2 minutes 36).
Chanson personnelle parlant d'amour selon Goldman, Confidentiel a pris une autre connotation lorsqu'il l'interprète à la place de Je te donne dans l'émission Champs-Élysées en janvier 1986 pour un hommage à Daniel Balavoine, mort quelques jours auparavant dans un accident d'hélicoptère lors du Paris-Dakar.